# Sandro Viana
Sandro Viana (ur. 26 marca 1977 w Manaus) – brazylijski lekkoatleta, którego specjalizacją jest bieg na 200 metrów. Sportowiec uczestniczył w Letnich Igrzyskach Olimpijskich w 2008 i 2012 roku – na igrzyskach w Pekinie otrzymał brązowy medal w konkurencji sztafety 4 × 100 m.
W 2005 zdobył brązowy medal uniwersjady w konkurencji biegu na 100 m, natomiast w konkurencji biegu sztafet 4 × 100 m zdobył dwa złote medale igrzysk panamerykańskich (w 2007 oraz 2011 roku).

## Rekordy życiowe
| Dystans            | Wynik | Miejsce   | Data           |
| ------------------ | ----- | --------- | -------------- |
| Bieg na 100 metrów | 10.11 | Bogota    | 24 lipca 2009  |
| Bieg na 200 metrów | 20.32 | São Paulo | 22 maja 2008   |
| Bieg na 400 metrów | 46.19 | São Paulo | 2 czerwca 2012 |